# السلام (مودية)

تعديل مصدري - تعديل

السلام هي إحدى قرى عزلة مودية بمديرية مودية التابعة لمحافظة أبين، بلغ تعداد سكانها 57 نسمة حسب تعداد اليمن لعام 2004.